# 抜里駅
抜里駅（ぬくりえき）は、静岡県島田市川根町抜里にある大井川鐵道大井川本線の駅である。

## 歴史
- 1930年（昭和5年）7月16日：開業。
- 2013年（平成25年）3月23日：駅舎内に食堂（サヨばあちゃんの休憩所）が開店。

## 駅構造

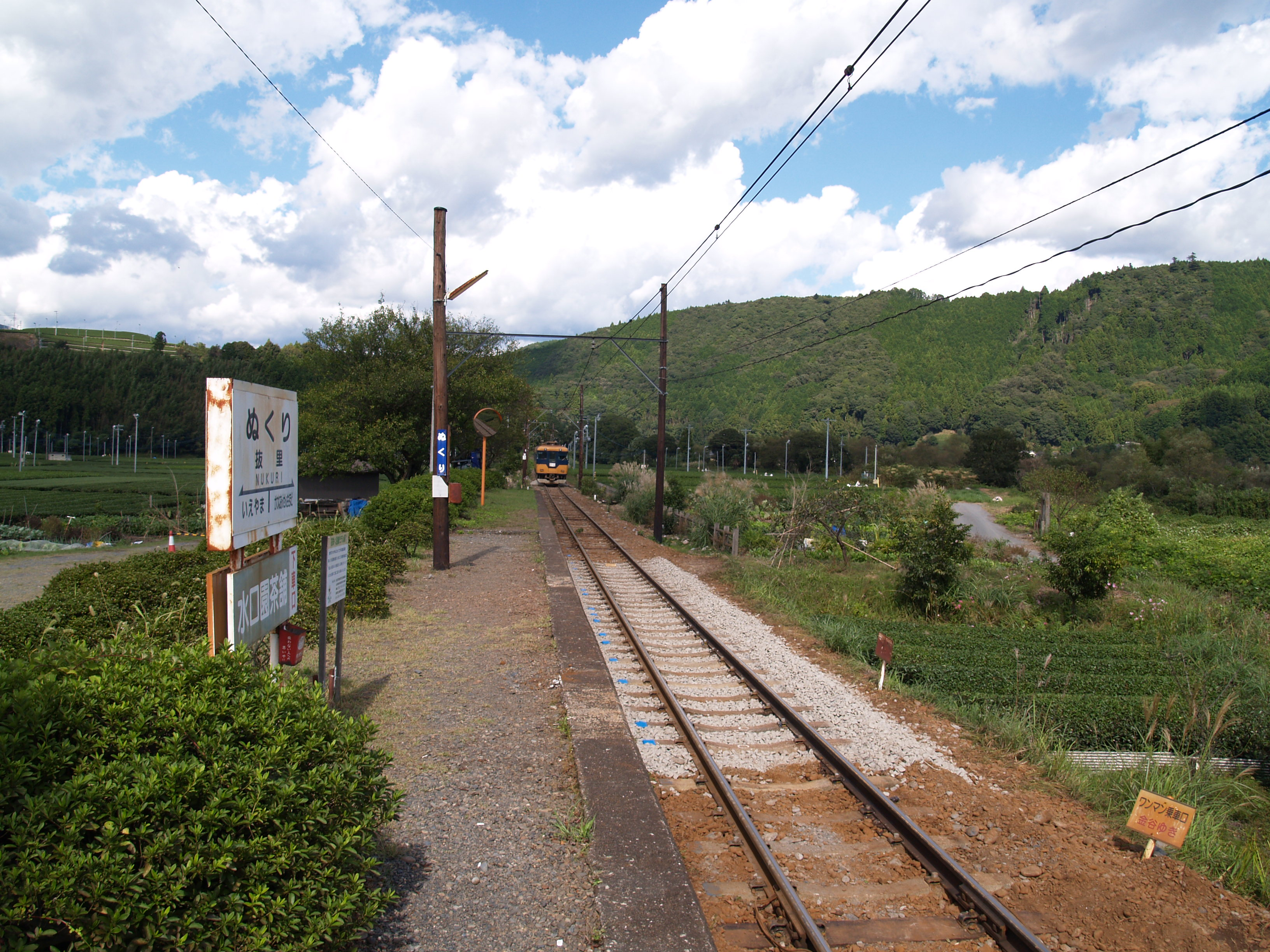
ホーム（2009年10月）

単式1面1線のホームをもつ地上駅。駅舎を有する無人駅であるが、この駅舎は「サヨばあちゃんの休憩所」という食堂を兼ねている。木造駅舎を有する。
2022年9月の台風15号の被害により、家山駅 - 千頭駅間が運休となっているため代行バスが運行されているが、経路の関係で当駅に立ち寄らないため家山駅まで来るように案内されている。

## 利用状況
- 2007年度の1日平均乗車人員は20人（静岡県統計年鑑による）

## 駅周辺
- 大井川
- 国道473号

## その他
- 当駅で『日刊アルバイトニュース』のCM撮影が行われたことがある[注釈 1]。
- 当駅付近に住む女性と人々の触れ合いを、静岡放送がドキュメンタリー番組『サヨばあちゃんの無人駅』として放送した。なお、同番組は2011年に日本放送文化大賞グランプリを受賞している。その後、駅舎内に「サヨばあちゃんの休憩所」という食堂が開店した[1]（※土曜・日曜の昼のみ営業）。
- 2025年3月15日に宗谷本線の抜海駅が廃止されて以降、「抜」という漢字が含まれる唯一の駅名となっている。

## 隣の駅
大井川鐵道
■大井川本線
■普通
家山駅 - 抜里駅 - 川根温泉笹間渡駅